# Emmanuel College Men's Volleyball (Georgia)
Lo Emmanuel College Men's Volleyball è la squadra di pallavolo maschile appartenente allo Emmanuel College, con sede a Franklin Springs (Georgia): milita nella Conference Carolinas della NCAA Division I.

## Storia
La squadra di pallavolo maschile dello Emmanuel College viene fondata nel 2012. Nel 2014 partecipa alla NAIA Division I, aderendo un anno dopo alla NCAA Division I, precisamente alla Conference Carolinas, tuttavia senza concorrere al titolo di conference durante il periodo di transizione.

## Conference
- Conference Carolinas: 2015-

## Allenatori
- Jason Farr: 2014-2015
- Chad Nelson: 2016-2017
- James Friddle: 2018-